# Тяпкин, Иван Васильевич
Ива́н Васи́льевич Тя́пкин (Младший) — русский государственный деятель второй половины XVII века, придворный, дипломат, воевода. Один из первых русских молодых дворян, получивших образование за границей. Сын первого русского резидента Василия Михайловича Тяпкина.

## Биография
Родился в середине XVII века в семье капитана солдатского строя Василия Тяпкина. В 1668—1669 годах жилец Иван Тяпкин состоял членом посольства в Речь Посполитую, возглавляемого его отцом. С 1673 по 1675 годы являлся членом русского постоянного представительства в Польско-Литовском государстве, действовавшго с 1673 по 1677 годы. По настоянию В. М. Тяпкина проходил обучение латинскому языку в Варшавском иезуитском коллегиуме. Свои знания Иван Тяпкин продемонстрировал на приеме у короля Яна III Собеского во Львове, произнеся хвалебную «орацию» на латинском языке, «довольно переплетаючись с польским языком, как тому обычай наук школьных належит». Летом 1675 года был отправлен отцом в Россию для участия в неотложных домашних делах. 1 января 1677 года по указу царя Федора III Алексеевича пожалован в стряпчие. Рассматривался В. М. Тяпкиным в качестве своего преемника на посту резидента в Польско-Литовском государстве.
В 1692 году находился на воеводстве в Ростове Великом.